# 아! 나의 조국
〈아! 나의 조국〉은 1987년 6월 26일 한국일보의 고명진 사진기자가 촬영한 대한민국의 보도사진이다. 사진에는 부산 문현동 로터리에서 열린 6월 항쟁 시위에서 태극기를 배경으로 한 남성이 웃통을 벗고 두팔을 벌리며 달려가는 자세가 담겨 있다. 이한열의 피격 사진과 함께 6월 항쟁을 상징하는 사진으로 유명하다.

## 상세

### 촬영
1987년 6월 26일은 민주헌법쟁취 국민운동본부가 지정한 '국민평화 대행진의 날'이었으며, 부산에서는 박종철 추모 타종행사가 추가로 열렸다. 이에 많은 부산시민들이 번화가로 나와 시위에 나서고 있었다. 고명진 기자는 사진을 촬영할 당시 자신의 위치에 대해서 "문현로터리는 지하철 공사로 파헤쳐져 있었고, 사진은 지하철 건설공사 현장 가설문에 올라가 찍은 것"이라 설명하였다.
당시 기자들은 시위대 뒤편에 서서 촬영을 진행하였는데, 고 기자는 '혼탁한 질서를 바로잡기 위해 일어선 시민들을 상징하는 순간'과 '지랄탄 연기가 퍼지는 순간'의 시민들의 모습을 찍고자 하는 마음에서 그 반대쪽에 대기하고 있었으며, 태극기가 등장할 줄은 예상하지 못했다고 한다. 시위 도중 경찰의 진압이 시작되자 한 남성이 웃통을 벗고 "최루탄 쏘지 마"란 외침과 함께 경찰 쪽으로 달려가는 모습을 포착했다. 사진 한 컷을 촬영한 순간에는 "전율을 느꼈다. 셔터 누르는 순간, 내 평생의 특종이란 생각이 들었다"며, "내가 사진기자구나. 사진기자로서 그 자리에 있었다는 것이 너무 감사했다"고 회상했다.

### 후일담
이 보도사진은 편집진으로부터 '자극적'이라는 이유로 당일 〈한국일보〉에는 실리지 못했고, 보도사진연감 등의 다른 루트를 통해 유명해지게 되었다. 1999년 9월 28일 AP통신이 선정한 '20세기 100대 사진' 중 하나로 선정되었으며, 2007년 6월 항쟁 20주년 범국민대행진 기념행사에서 이 사진을 재현한 퍼포먼스가 등장하기도 했다.
비교적 널리 알려진 것이지만 사진 속 사내의 신원은 밝혀지지 않았다. 주인공 뒤편에 태극기를 들고 서 있는 두 사람은 〈한겨레신문〉에서 당사자를 찾아내는 데 성공하였지만, 정작 주인공이 누구인지는 여러 언론사의 취재노력에도 불구하고 정확히 밝혀진 바가 없다.

## 같이 보기
- 고명진